# 2835 Ryoma
2835 Ryoma је астероид главног астероидног појаса. Приближан пречник астероида је 25,16 ,
а средња удаљеност астероида од Сунца износи 2,744 астрономских јединица (АЈ).
Инклинација (нагиб) орбите у односу на раван еклиптике је 1,336 степени, а орбитални период износи 1660,716 дана (4,546 године). Ексцентрицитет орбите астероида износи 0,080.
Апсолутна магнитуда астероида износи 12,10 а геометријски албедо 0,040.
Астероид је откривен 20. новембра 1982. године.